# Método de Lacey
El método de Lacey, para determinar los parámetros básicos de un cauce estable, se basa en la teoría de régimen. 

## Histórico
Lacey continuó y amplió los estudios de Lindley, quien había ya observado más de 4,300 km de canales en la india. Realizó un análisis completo y riguroso con todos los datos disponibles y publicó sus resultado en 1930, 1934, 1939, 1946 y 1958,  siendo la primera y la última publicación las más destacadas.
En 1930 presentó las ecuaciones para obtener los principales parámetros hidráulicos y geométricos de canales estables. Como parámetros geométricos de la sección transversal utilizó el radio hidráulico y el perímetro mojado en lugar del tirante y el ancho de la superficie libre de la corriente, como se usaba normalmente. Aunque esto es más trabajoso, Lacey consideró que era más preciso.
En 1934 generalizó el concepto de régimen a ríos, utilizó sus ecuaciones para el diseño de modelos hidráulicos fluviales de fondo móvil y añadió el efecto de las pérdidas debidas a irregularidades y curvas en el canal, con lo que introdujo dos factores de sedimentación: {\displaystyle f_{VR}} y {\displaystyle f_{RS}}.
En 1958, recapituló todas sus observaciones y presentó sus ecuaciones utilizando en ellas tanto el perímetro mojado y radio hidráulico como el ancho de la superficie libre y el tirante medio de la sección. Además, generalizó el empleo de sus ecuaciones en el diseño de modelos hidráulicos y suprimió los factores de sedimentación propuestos en 1934. 

## Formulación del método
Las ecuaciones que se presentan a continuación son las que Lacey presentó en 1958, con los coeficientes adaptados para utilizar el sistema métrico de unidades.
Las ecuaciones de partida son:
{\displaystyle f=50.60{D_{m}}^{1/2}} ...........................................................................{1}
{\displaystyle N_{a}=0.0225f^{1/4}=0.06{D_{m}}^{1/8}}...............................................{2}
{\displaystyle B=4.831{Q}^{1/2}}..............................................................................{3}
{\displaystyle U=0.635\left(fd_{m}\right)^{1/2}=4.516{D_{m}}^{1/4}{d_{m}}^{1/2}}...........................{4}
{\displaystyle U={\frac {{d_{m}}^{1/4}\left(RS\right)^{1/2}}{N_{a}}}={\frac {{d_{m}}^{1/4}}{0.06{D_{m}}^{1/8}}}\left(RS\right)^{1/2}} ......................{5}
{\displaystyle U=10.8\left(d_{m}RS\right)^{1/3}}...................................................................{6}

La ecuación {6} vale para P/B ≃ 1.10
Las ecuaciones arriba mencionadas se complementan con las ecuaciones de continuidad y las que permiten obtener el radio hidráulico y tirante medio, que son:
{\displaystyle Q=U.A}..........................................................................................{7}
{\displaystyle R={\frac {A}{P}}}..............................................................................................{8}
{\displaystyle d_{m}={\frac {A}{B}}}............................................................................................{9}
De las ecuaciones anteriores se pueden deducir otras útiles para el diseño:
{\displaystyle d_{m}=0.474\left({\frac {Q}{f}}\right)^{1/3}=0.128\left({\frac {Q^{1/3}}{{D_{m}}^{1/6}}}\right)}.............................{10}
{\displaystyle A=2.29\left({\frac {Q^{5/6}}{f^{1/3}}}\right)=0.619\left({\frac {Q^{5/6}}{{D_{m}}^{1/6}}}\right)}...................................{11}
{\displaystyle R.S=0.000794{\frac {U^{3}}{d_{m}}}}......................................................................{12}
{\displaystyle R.S=0.0002032f^{2/3}{d_{m}}^{1/2}}.......................................................{13}
{\displaystyle R.S=0.000141f^{4/3}{Q}^{1/6}}............................................................{14}
{\displaystyle U=3125{\frac {R.S}{f}}}.................................................................................{15}
{\displaystyle U=0.437\left(f^{2}.Q\right)^{1/6}=1.616\left(D_{m}.Q\right)^{1/6}}...........................{16}
{\displaystyle B^{2/3}=6.029f^{1/3}.d_{m}}...................................................................{17}
La ecuación {17} se obtiene al despejar Q en las ecuaciones {3} y {10} e igualarlas entre sí.
Cuando se tienen secciones anchas, detal forma que pueda asegurarse que dm se pueden simplificar las expresiones como sigue:
{\displaystyle S=0.000295{\frac {f^{5/3}}{Q^{1/3}}}}.......................................................................{18}
{\displaystyle U={\frac {R^{3/4}S^{1/2}}{N_{a}}}}................................................................................{19}
{\displaystyle U=10.8R^{2/3}S^{1/3}}........................................................................{20}

En las ecuaciones de Lacey, como se observa, los coeficientes numéricos no son adimensionales, las que se presentan son referidas al sistema métrico. 
En las ecuaciones anteriores el significado de las variables es:
{\displaystyle B=} ancho de la superficie libre del agua, en m
{\displaystyle d_{m}=} tirante medio, en m
{\displaystyle A=} área mojada, o área hidráulica, de la sección, en m²
{\displaystyle P=} perímetro mojado, en m
{\displaystyle R=} radio hidráulico, en m
{\displaystyle S=} pendiente hidráulica, adimensional
{\displaystyle Q=} caudal líquido, en m³/s
{\displaystyle U=} velocidad media de la corriente, en m/s
{\displaystyle f=} factor de sedimentación, adimensional El factor de sedimentación {\displaystyle f} propuesto por Lacey, es el mismo factor de fondo {\displaystyle F_{b0}} utilizado por Blench.
{\displaystyle N_{a}=} rugosidad absoluta, adimensional
{\displaystyle D_{m}=} diámetro medio del material de fondo, en m. Se obtiene de la expresión:
{\displaystyle D_{m}={\frac {\sum {D_{i}.p_{i}}}{100}}}.............................................................{21}
en la que:
{\displaystyle p_{i}=} porcentaje en peso de cada fracción de la muestra, con diámetro  {\displaystyle D_{i}}.
{\displaystyle D_{i}=} diámetro medio de cada fracción en la que se divide la curva granulométrica, en m. Se obtiene de la expresión:
{\displaystyle D_{i}=\left(D_{imin}.D_{imax}\right)^{1/2}}............................................{22}

En la expresión anterior, {\displaystyle D_{imin}} y {\displaystyle D_{imax}} son los tamaños mínimo y máximo respectivamente de la fracción i.
Lacey obtuvo sus ecuaciones a partir de datos comprendidos dentro de los siguientes límites:
- Material de fondo; no cohesivo con {\displaystyle D_{m}} entre 0.15 y 0.4 mm
- Ondulaciones de fondo; rizos
- Transporte de material de fondo < 500 ppm
- Caudales entre 1.4 y 280 m³/s

### Caso particular de ríos
Para efectos prácticos, la mayoría de los ríos, sobre todo los de llanura, se puede considerar que la sección transversal se aproxima a la de un rectángulo (valores de {\displaystyle {B/d}} > {\displaystyle 40} y, por tanto {\displaystyle R} ≃ {\displaystyle d_{m}} y {\displaystyle P} ≃ {\displaystyle B} ).

### Caso particular de canales trapezoidales
Para el caso de una sección trapezoidal se comienza determinando los valores de {\displaystyle B} , {\displaystyle d_{m}} y {\displaystyle A} . 
A partir de estos valores se determina el ancho {\displaystyle b} de la plantilla y el tirante {\displaystyle d} de la sección. Para ello se utilizan las relaciones geométricas de la sección trapezoidal.
{\displaystyle B=b+2.k.d}.....................................................................{23}
{\displaystyle A=\left(b+k.d\right)d=b.d_{m}}...................................................{24}
donde {\displaystyle k} es el talud de la orilla, es igual a:
{\displaystyle k={cot}\alpha }................................................................................{25}
en la que {\displaystyle \alpha } es el ángulo de la pared lateral con la horizontal.
Combinando las ecuaciones {23} y {24} se calcula {\displaystyle d}:
{\displaystyle d={\frac {B}{2.k}}} ± {\displaystyle \left(\left({\frac {B}{2.k}}\right)^{2}-{\frac {A}{k}}\right)^{1/2}}.........................................{26}

paso seguido se determina {\displaystyle b} y posteriormente {\displaystyle P} y {\displaystyle R}
{\displaystyle P=b+2.d\left(k^{2}+1\right)^{1/2}}.................................................{27}
{\displaystyle R={\frac {A}{P}}}...................................................................................{28}
Una vez conocido {\displaystyle R} se calcula la pendiente {\displaystyle S} con las ecuaciones {12} a {14}. Se verifica la velocidad media con alguna de las ecuaciones en función de {\displaystyle R}, como la {5} {6} y {15}. Caso necesario se ajustan los valores iniciales.